# Cor Gout

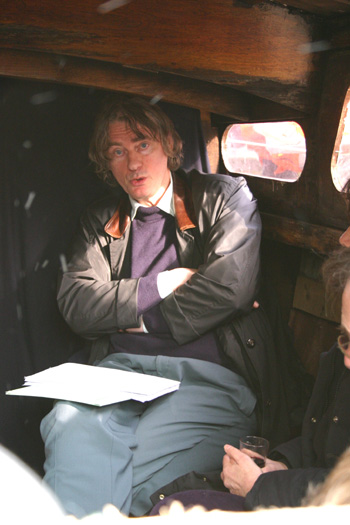
Cor Gout

Cor Gout (Den Haag, 1946) is neerlandicus, filosoof, schrijver, zanger en programmamaker voor radio en televisie. Hij schreef in de jaren tachtig voor het popblad 'Vinyl' en maakte vervolgens de bladen Trespassers W (ook de naam van zijn band die tot op de dag van vandaag bestaat) en Mondain den Haag, allebei uitingen van undergroundcultuur.
Met zijn band 'Trespassers W' (de naam is ontleend aan Winnie de Poeh) maakte hij platen en cd's, die over het algemeen meer in het buitenland gewaardeerd (en uitgegeven) werden dan in eigen land. Voor de EP Paris In Between The Wars werkte hij samen met Guus van Leeuwen en Wim Oudijk, terwijl de Britse punk poet Attila the Stockbroker een gastrol vervulde.  Hierop volgde onder andere 'Dummy' (1988), 'Roots and Locations' (1991), 'Fly Up In The Face Of Life' (1996), ‘The Noble Folly of Rock’n’Roll’ (2006) en ‘Koala and other metamorphoses’ (2021).
De waardering voor Trespassers W in het buitenland bleek onder meer uit de uitgave van Gouts verzamelde songteksten in het Frans vertaald (l'Intégrale, uitgeverij Rytrut, Grenoble 2007).
Ook schreef hij een aantal muziektheaterstukken die hij met zijn band uitvoerde op plekken als Korzo en Zeebelt in Den Haag, onder andere 'Vlucht Over Den Haag' (1999) en 'Ieplaan' (2003). In 1996 verscheen van zijn hand Trespassers' Trips, een verslag van de tournees van de band Trespassers W tot dat jaar.
Samen met Tony Blokdijk redigeerde en schreef hij stukken voor de bundel Scheveningen, op locatie (2001). In 2002 verscheen in de Zeeuwse Slibreeks het boekje Zee/Land. Gout beschouwt Noirette (2003) als zijn literair debuut. Bij het boek behoort een cd, waarop Gout een aantal teksten uit Noirette declameert.
In 2004 verscheen de novelle Van Stolkpark, verboden gebied met tekeningen van Ronnie Krepel (Valerius Pers, Den Haag). In 2005 schreef Gout 78-45-16-33, de toerentallen van de pop (Aprilis, Zaltbommel) en Ode aan den Haag (Avalon Pers, Genootschap Gerrit Achterberg). Verder redigeerde Gout een boek over voetbal in Den Haag en Scheveningen getiteld Als De Kraaien Overvliegen (Trespassers W, Den Haag). In 2006 verscheen bij Aprilis de interviewbundel (met pioniers van de lichte muziek in Nederland) Muziek in zwart-wit. Gouts tweede verhalenbundel bij In de Knipscheer, De stilte die volgt op het woord (met illustraties van Nina Roos en een cd van Gergelijzer, een duo, bestaand uit Robert Kroos en Cor Gout zelf) kwam uit in de herfst van 2008. Later in datzelfde jaar gaf Gout via zijn uitgeverij Trespassers W En dan nu de polonaise - muziek in Den Haag en Scheveningen uit: een boek dat door enkele recensenten werd gekwalificeerd als een standaardwerk over dat onderwerp. Over Den Haag gaat ook de bundel Den Haag Ontijdelijk (Valerius Pers/Trespassers W) met tekeningen van Diederik Gerlach.
In 2009 verscheen de leporello (harmonicaboek) Frederik Hendriklaan, 's-Gravenhage met tekeningen van Loes Peters en een begeleidende tekst van Cor Gout. Met vormgeefster Els kort leidde hij van 2010 tot en met 2019 het literaire tijdschrift Extaze. In 2012 gaf uitgeverij In de Knipscheer Gouts tweede gedichtenbundel uit: De muziek van het huis. Bij dezelfde uitgever verscheen in 2014 de verhalenbundel Korenblauw.
In samenwerking met achttien gerenommeerde muziekcritici kwam het rijk geïllustreerde boek Tien muziekmomenten die mijn leven veranderden tot stand (In de Knipscheer 2018).
Met Harrie Geelen (beeld) en Els Kort (vormgeving) maakte hij voor In de Knipscheer drie poëtische boekjes: 19 x Bella en de 20e is zoek (2017), 19 x Dans, smalle man, dans (2020) en 19 x een avontuur van Eendje en Beest (2022).  
Op 3 juni 2021 presenteerde hij zijn (eerste) roman BIK in Platenzaak 3345 in Den Haag. 
- Bibliothèque nationale de France: cb15552110t (data)
- Digitale Bibliotheek voor de Nederlandse Letteren: gout007
- International Standard Name Identifier: 0000 0003 8580 1458
- Library of Congress Control Number: nb2004315015
- Nederlandse Thesaurus van Auteursnamen: 075206250
- Système universitaire de documentation: 117535826
- Virtual International Authority File: 248627731
- WorldCat: E39PBJx8HFxVHfCB7wq8d3YF8C